# Paolo Buglioni
Paolo Buglioni (Roma, 2 novembre 1950) è un attore, doppiatore, direttore del doppiaggio e dialoghista italiano.

## Biografia
Arriva al professionismo a trent'anni ed esordisce in teatro con la compagnia di Enzo Liberti che aveva da poco ereditato lo spazio artistico lasciato da Checco Durante.
Attore anche al cinema e in televisione, è stato spinto ad avvicinarsi al doppiaggio da Riccardo Cucciolla ed è stato quindi allievo di Renato Izzo e Giuseppe Rinaldi. 
Ha doppiato Alec Baldwin e Nick Nolte nella maggior parte delle loro interpretazioni, oltre a Samuel L. Jackson, Brendan Gleeson, John Candy, Jean Reno e ai personaggi di Ih-Oh ne Le avventure di Winnie the Pooh, Gargamella ne I Puffi, Cuordipietra Famedoro in DuckTales - Avventure di paperi, Basil l'investigatopo nell'omonimo film realizzato dalla Disney nel 1986 e al gorilla nella pubblicità del Crodino, prima alternandosi con Claudio Fattoretto, per poi doppiarlo solamente lui. Inoltre ha dato la voce a Bender in Futurama nella metà della settima stagione, in sostituzione di Dario Penne, che a sua volta viene rimpiazzato da Carlo Valli, dall'ottava stagione.
Nel corso degli anni ottanta ha svolto l'attività di doppiatore principalmente presso la società Gruppo Trenta, poi ha fatto parte della Cast Doppiaggio. Appare come attore in alcune ricostruzioni di casi di cronaca all'interno della trasmissione "Telefono giallo".
Dal 1991 al 2008 Rai 2 affida alla sua voce la promozione dei suoi programmi e dal 2022 quelli di Rai 1.
È direttore artistico dell'associazione culturale Il Caffè Della Storia.
Nel 2006 partecipa come attore alla serie Cotti e mangiati e nel 2008 alla fiction Ho sposato uno sbirro. Sempre nel 2008 ha recitato nel ruolo del barista Franco nella prima stagione di Romanzo criminale, mentre nel 2018 prende parte al film Loro di Paolo Sorrentino. 
Sin dal 2008 è il doppiatore italiano di Samuel L. Jackson nel Marvel Cinematic Universe.
Ha ottenuto riconoscimenti per il proprio lavoro di doppiatore nell'ambito delle manifestazioni Voci nell'ombra e Leggio d'oro.

## Filmografia parziale

### Cinema
- Il tifoso, l'arbitro e il calciatore, regia di Pier Francesco Pingitore (1982)
- Spaghetti House, regia di Giulio Paradisi (1982)
- Il muro di gomma, regia di Marco Risi (1991)
- Croce e delizia, regia di Luciano De Crescenzo (1995)
- Un paradiso di bugie, regia di Stefania Casini (1996)
- I giudici - Excellent Cadavers (Excellent Cadavers), regia di Ricky Tognazzi (1999)
- Billo - Il grand Dakhaar, regia di Laura Muscardin (2007)
- Loro, regia di Paolo Sorrentino (2018)
- A.N.I.M.A., regia di Pino Ammendola e Romano Montesanti (2019)[2]
- Diabolik sono io, regia di Giancarlo Soldi (2019)[3]
- Il regno, regia di Francesco Fanuele (2020)
- La città proibita, regia di Gabriele Mainetti (2025)

### Televisione
- La veritaaaà - (1982)
- Lo zio d'America – serie TV (2002)
- La squadra – serie TV, vari episodi (2002)
- Un posto al sole – serie TV (2003)
- Tutti i sogni del mondo – miniserie TV (2003)
- Provaci ancora prof! – serie TV, 2 episodi (2005-2008)
- Don Matteo – serie TV, un episodio (2006)
- Cotti e mangiati – serie TV (2006)
- R.I.S. - Delitti imperfetti, regia di Pier Belloni – serie TV, episodio 4x14 (2008)
- Romanzo criminale - La serie – serie TV, 2 episodi (2008)
- Ho sposato uno sbirro – serie TV (2008-2010)
- Distretto di Polizia 9, regia di Alberto Ferrari – serie TV, episodio 9x06 (2009)
- La mia casa è piena di specchi – miniserie TV (2010)
- Il delitto di via Poma, regia di Roberto Faenza – film TV (2011)
- Che Dio ci aiuti – serie TV, 3 episodi (2013)
- Squadra mobile – serie TV, un episodio (2017)
- Rocco Schiavone – serie TV, episodi 1x02-1x06-2x01-2x04-6x01 (2016-2025)
- M. Il figlio del secolo, regia di Joe Wright – miniserie TV (2025)

## Doppiaggio

### Film
- Samuel L. Jackson in Amos & Andrew, New Age - Nuove tendenze, Alla ricerca di Jimmy, Sydney, Star Wars - Episodio I - La minaccia fantasma, Shaft[4], Star Wars - Episodio II - L'attacco dei cloni, Star Wars - Episodio III - La vendetta dei Sith, Iron Man, Iron Man 2, Thor, Captain America - Il primo Vendicatore, The Avengers, Captain America: The Winter Soldier, Avengers: Age of Ultron, Cell, Avengers: Infinity War, Captain Marvel, Spider-Man: Far from Home, Star Wars - L'ascesa di Skywalker, The Banker, Era mio figlio, The Marvels, The Piano Lesson
- Nick Nolte in Heart Beat, Addio al re, New York Stories, Ancora 48 ore, Blue Chips - Basta vincere, Inviati molto speciali, Affliction, Confessione finale, La sottile linea rossa, Inganni pericolosi, The Golden Bowl, Hulk, Alcuni giorni in settembre, La forza del campione, La regola del silenzio - The Company You Keep, Noah, A spasso nel bosco, Return to Sender - Restituire al mittente, The Ridiculous 6
- Alec Baldwin in Una donna in carriera, Malice - Il sospetto, L'Uomo Ombra, Codice Mercury, ...e alla fine arriva Polly, The Aviator, Elizabethtown, The Good Shepherd - L'ombra del potere, To Rome with Love, Blue Jasmine, Still Alice, Sotto il cielo delle Hawaii, Mission: Impossible - Rogue Nation, L'eccezione alla regola, Parigi può attendere, Mission: Impossible - Fallout, BlacKkKlansman, Motherless Brooklyn - I segreti di una città
- Michael Ironside in Alterazione genetica, Costretto a uccidere, Oltre l'innocenza, Eredità contesa, Mindstorm
- Brendan Gleeson in Harry Potter e il calice di fuoco, Harry Potter e l'Ordine della Fenice, Harry Potter e i Doni della Morte - Parte 1, Un poliziotto da happy hour, Assassin's Creed
- Forest Whitaker in La moglie del soldato, L'ultimo re di Scozia, La notte non aspetta, Taken 3 - L'ora della verità
- James Gandolfini in Una vita al massimo, Angie - Una donna tutta sola, Allarme rosso
- John Candy in Chi più spende... più guadagna!, Mamma, ho perso l'aereo, Cara mamma, mi sposo
- Richard Masur in Risky Business - Fuori i vecchi... i figli ballano, Heartburn - Affari di cuore
- Ron Perlman in Il nemico alle porte, Il Re Scorpione 3 - La battaglia finale
- Jim Carter in The Grotesque, Shakespeare in Love, Il mio amico vampiro, La carica dei 102 - Un nuovo colpo di coda
- J. K. Simmons in New in Town, Guida alla morte per principianti, The Front Runner - Il vizio del potere, The Union
- John Ashton in Beverly Hills Cop - Un piedipiatti a Beverly Hills, Beverly Hills Cop II - Un piedipiatti a Beverly Hills II, Un piedipiatti a Beverly Hills - Axel F
- Hank Azaria in I Puffi, I Puffi 2
- Alon Abutbul in Undisputed 4 - Il ritorno di Boyka
- Sam Elliott in Thank You for Smoking
- Danny Glover in Bat*21, Predator 2
- Fred Ward in Tremors, Tremors 2: Aftershocks
- Courtney B. Vance in Terminator Genisys, Lilo & Stitch
- Judd Hirsch in A Beautiful Mind
- Maury Chaykin in Wargames - Giochi di guerra
- Gerald McRaney in Focus - Niente è come sembra
- Brian Cox in L'alba del pianeta delle scimmie
- Jeff Daniels in Vita da camper
- Bill Nighy in Il cacciatore di giganti
- Ian McKellen in La bussola d'oro
- Damon Wayans in Il maggiore Payne
- Glynn Turman in Super 8
- Ray Stevenson in Codice Genesi
- Robbie Coltrane in GoldenEye
- Gerry Becker in Mickey occhi blu
- Bobby Rhodes in Così è la vita
- James Hong in Il bambino d'oro
- Michael Madsen in Le iene, Chamaco
- Kevin Dunn in Transformers
- Steve Coogan in Una notte al museo
- Jack Conley in Fast & Furious - Solo parti originali
- Peter Gerety in La guerra dei mondi
- Reg E. Cathey in S.W.A.T. - Squadra speciale anticrimine
- Randall Duk Kim in Anna and the King
- Graham Beckel in L.A. Confidential
- Ralf Moeller in Il gladiatore
- Stuart Pankin in Attrazione fatale
- Shuler Hensley in Van Helsing
- Wes Studi in L'ultimo dei Mohicani
- Anthony LaPaglia in Un boss sotto stress
- Roger Ashton-Griffiths in Piramide di paura
- Alan Rubin in Blues Brothers: Il mito continua
- Lawrence Makoare in Il Signore degli Anelli - Il ritorno del re
- Wesley Thompson in Casper
- James Colby in Safe
- Adewale Akinnuoye-Agbaje in La mummia - Il ritorno
- Denholm Elliott in Una poltrona per due
- Bruce McGill in Lincoln
- Laurent Spielvogel in Il mostro
- Richard Jenkins in Io, me & Irene
- George Wendt in Alice nel Paese delle Meraviglie
- Mitch Pileggi in Basic Instinct
- Tom Arnold in Il grande bullo
- Rutger Hauer in Soldato d'Orange, Le lettere di Madre Teresa
- Mike Starr in Il verdetto della paura
- Royce Applegate in Splash - Una sirena a Manhattan
- Tony Musante in I padroni della notte
- Francis Magee in Jimmy's Hall - Una storia d'amore e libertà
- Jean Reno in I visitatori 2 - Ritorno al passato
- Ken Lerner in I favolosi Baker
- Josh Mostel e Jake Steinfeld in Casa, dolce casa?
- Antonello Fassari in Maya
- Luciano Catenacci in Il sole buio
- Eugenio Masciari in Il mostro
- Duane Whitaker in Dal tramonto all'alba 2 - Texas, sangue e denaro
- Charles Dance in The King's Man - Le origini, Against the Ice
- Peter Linari in La maledizione dello scorpione di giada
- Arnold Schwarzenegger in Dave - Presidente per un giorno
- Babbo Natale in David e gli elfi
- Gonzalo de Castro in Bird Box Barcellona
- Jeffrey Wright in Rustin
- Ivan Trojan in Charlatan - Il potere dell'erborista
- Olaf Lubaszenko in Napad - La rapina

### Film d'animazione
- Ih-Oh in Le avventure di Winnie the Pooh, Winnie the Pooh alla ricerca di Christopher Robin, Winnie the Pooh: Tempo di regali, T come Tigro... e tutti gli amici di Winnie the Pooh, Il bianco Natale di Topolino - È festa in casa Disney, Buon anno con Winnie the Pooh, Pimpi, piccolo grande eroe, Winnie the Pooh: Ro e la magia della primavera, Winnie the Pooh e gli Efelanti, Il primo Halloween da Efelante, Winnie the Pooh - Nuove avventure nel Bosco dei 100 Acri, Ritorno al Bosco dei 100 Acri, Once Upon a Studio
- Basil in Basil l'investigatopo
- Kowalsky in Crusher Joe
- Il Colonnello in Akira
- Direttore in Monsters & Co.
- Tennessee O'Neal in The Country Bears - I favolorsi
- Mojo Jojo in Le Superchicche - Il film
- Argentiere in Barbie Raperonzolo
- Cobra Bubbles in Lilo & Stitch, Provaci ancora Stitch!
- Murphy in Spirit - Cavallo selvaggio
- Produttore in La carica dei 101 II - Macchia, un eroe a Londra
- Papà Orso in Looney Tunes: Back in Action
- Sindaco Phlegmming in Osmosis Jones
- Zaragoza in La strada per El Dorado
- Don Alejandro in Lo Straordinario Zorro
- Duffy in Laputa - Castello nel cielo
- Korkonak in Scimmie come noi
- Generale Bonesapart in La sposa cadavere
- Alec Baldwin in Team America: World Police
- Sig. Windfall in Wallace & Gromit - La maledizione del coniglio mannaro
- Paco in Magic Sport - Il calcio magnetico
- Cappa in Uno zoo in fuga
- Denti Di Ghiaccio in Tentacolino
- Nicky Zampe in Cappuccetto Rosso e gli insoliti sospetti
- Oscar in L'era glaciale
- Guardia della corona in Minions
- Shaw in Boog & Elliot - A caccia di amici, Boog & Elliot 4 - Il mistero della foresta
- Presidente in I Robinson - Una famiglia spaziale
- Franklin Bean in Fantastic Mr. Fox
- Voce narratore in La leggenda della montagna incantata
- Supervisore Professor Brandywine in Monsters University
- Boss-M.A. in Porco Rosso
- Joe in Aiuto! Sono un pesce
- Sergente Carezze in Unicorn Wars
- Nick Fury in Iron Man: Rise of Technovore
- Caporale in I pinguini di Madagascar
- Carlos Sanchez in Il libro della vita
- John il marinaio in Il trenino Thomas - Sodor e il tesoro dei pirati
- Tranciamuli in Mortadello e Polpetta contro Jimmy lo Sguercio
- Frego in Galline in fuga e Galline in fuga - L'alba dei nugget
- Maghetto in Baby Boss 2 - Affari di famiglia
- il marito in The House
- Rocky in Rover e Daisy
- Capibara in Hopper e il tempio perduto
- Cranky Kong in Super Mario Bros. - Il film

### Serie televisive
- Samuel L. Jackson in Agents of S.H.I.E.L.D., Secret Invasion
- Richard Hatch in Battlestar Galactica
- Gerald McRaney in Simon & Simon, Agli ordini papà, Fairly Legal
- Jesse L. Martin in Law & Order - I due volti della giustizia
- Steve Harris in The Practice
- Ron Perlman in Sons of Anarchy, StartUp
- Charles Dance in Il Trono di Spade, Dieci piccoli indiani
- August Schellenberg in Renegade, Walker Texas Ranger
- Steven Williams in X-Files
- Marc Alaimo in Star Trek: Deep Space Nine
- Bruno Cremer in Il commissario Maigret
- James Colby in Taxi Brooklyn
- Rüdiger Joswig in Guardia costiera
- Jan Fedder in 14º Distretto
- Gregory Harrison ne Il mistero delle lettere perdute
- Sam Elliott in The Ranch
- A. C. Peterson in X-Files
- Ving Rhames in E.R. - Medici in prima linea
- Andre Braugher in Brooklyn Nine-Nine
- Cláudio Cavalcanti in Destini
- Omar Calicchio in La maga
- Götz George in Tatort
- Michael Mulheren in Fallout
- Şahsuvar Aktaş in Yaratilan - La creatura

### Cartoni animati
- Ih-Oh ne Le nuove avventure di Winnie the Pooh, Il libro di Pooh, I miei amici Tigro e Pooh, I Griffin, Dottoressa Peluche
- Prof in Pinky and the Brain (epp. 41-65),[5] Pinky, Elmyra & the Brain
- Bender (2ª voce) in Futurama e I Simpson
- Re Artù, Capitano Achab, Miles Standish e Daniel Boone in Animaniacs[6]
- Willibald Feivel Cornfed in Duckman
- BraveStarr in BraveStarr
- Cuordipietra Famedoro in DuckTales - Avventure di paperi
- Cobra Bubbles in Lilo & Stitch
- Tummi Gummi ne I Gummi (prima stagione)
- Feroce Leone in Teletubbies
- Rinobert in I Wuzzles
- Abraham Lincoln in Animaniacs
- Duff Killigan (1ª voce) in Kim Possible
- Mojo Jojo (2ª voce) in Le Superchicche
- Sergente Catapulta ne Il fantastico mondo di Richard Scarry
- Gargamella (3ª voce) ne I Puffi
- Umibozu/Falcon in City Hunter
- Toro Riki (2ª voce) in Rocky Joe
- White in Dragon Ball - Il cammino dell'eroe
- Rasenjo in L'invincibile Dendoh
- Narratore in Golden Boy
- Membro russo della commissione in Neon Genesis Evangelion
- Gore Vidal (ep. 18x6) ne I Simpson[7]
- Sagat in Street Fighter II V
- Cavaliere Nero (ep. 3x09) in I Griffin
- Cancelliere di Dankmire in Disincanto
- Barnald in Trolls: TrollsTopia
- Babatua in Zafari
- Baihumon in Digimon Tamers
- Netero in Hunter × Hunter (2011)

### Videogiochi
- Comandante in Topolino Prescolare[8]
- Nosferotto per due in Buzz Lightyear da Comando Stellare
- Baloo in Il Libro della Giungla: Il Ritmo della Giungla
- Ih-Oh in Disneyland Adventures[9]

### Documentari
- Leonard Bernstein spiega la musica Young People's Concerts